# Afrodisíaco (álbum)
Afrodisíaco es el álbum debut del cantante puertorriqueño Rauw Alejandro. Publicado el 13 de noviembre de 2020 bajo los sellos discográficos Duars Entertainment y Sony Music Latin.
Cuenta con las colaboraciones de Anuel AA, J Balvin, Zion & Lennox, Sech, Wisin & Yandel, Arcángel, Randy, Trippie Redd, entre otros.

## Concepto
Según el cantante, el álbum se destaca como “muy completo y versátil. Mi música es un placer para tus oídos. Hay mucho reguetón, pero me he podido encontrar musicalmente como artista”.

## Lista de canciones
| N.º     | Título                                                                              | Productor(es)                                                        | Duración |  |
| 1.      | «Dile a él»                                                                         | Rosalía, Rauw Alejandro, Eydren & Caleb Calloway                     | 3:29     |  |
| 2.      | «Strawberry Kiwi»                                                                   | Rauw Alejandro, Sky, Kenobi Sensei & Colla                           | 3:32     |  |
| 3.      | «Mood» (con Sech)                                                                   | Rauw Alejandro, Caleb Calloway & Dímelo Flow                         | 2:56     |  |
| 4.      | «Química» (con Zion & Lennox y The Martinez Brothers)                               | Rauw Alejandro, Mr. Naisgai & The Martinez Brothers                  | 4:55     |  |
| 5.      | «Enchule»                                                                           | Eydren & Mr. Naisgai                                                 | 3:05     |  |
| 6.      | «De cora» (con J Balvin)                                                            | Rauw Alejandro & Caleb Calloway                                      | 3:10     |  |
| 7.      | «Un sueño» (con Trippie Redd)                                                       | Mr. Naisgai & Yampi                                                  | 3:42     |  |
| 8.      | «Reloj» (con Anuel AA)                                                              | Nesty & Caleb Calloway                                               | 3:51     |  |
| 9.      | «No te creo» (con Wisin & Yandel)                                                   | Rauw Alejandro & Mr. Naisgai                                         | 3:49     |  |
| 10.     | «Soy una gárgola» (con Arcángel y Randy)                                            | Álex Gárgolas, Rauw Alejandro & Caleb Calloway                       | 4:09     |  |
| 11.     | «Pensándote»                                                                        | Tainy                                                                | 3:36     |  |
| 12.     | «Perreo pesau'»                                                                     | Rauw Alejandro & Mr. Naisgai                                         | 4:20     |  |
| 13.     | «Algo mágico»                                                                       | Juan Sinatra, Miky La Sensa, Elektrik, Maikyfull, Maya & Mr. Naisgai | 4:21     |  |
| 14.     | «Ponte pa' mi» (con Myke Towers)                                                    | Sky                                                                  | 3:03     |  |
| 15.     | «Elegí (Remix)» (con Dalex, Lenny Tavárez, Anuel AA, Farruko, Sech y Justin Quiles) | Dímelo Flow                                                          | 5:23     |  |
| 16.     | «Tattoo (Remix)» (con Camilo)                                                       | HoneyBoos & Mr. Naisgai                                              | 3:42     |  |
| 1:04:16 |                                                                                     |                                                                      |          |  |

## Posicionamiento en listas
| Listas (2020)                        | Mejor posición |
| ------------------------------------ | -------------- |
| Estados Unidos (Top Latin Albums)    | 12             |
| Estados Unidos (Latin Rhythm Albums) | 11             |
| Estados Unidos (Billboard 200)       | 75             |
| España (PROMUSICAE)                  | 2              |